# Thiago Maia
Thiago Maia Alencar (Boa Vista, 23 marzo 1997) è un calciatore brasiliano, centrocampista dell'Internacional.

## Caratteristiche tecniche
È un centrocampista centrale completo, bravo sia in fase di interdizione che in fase di costruzione.

## Carriera

### Club

#### Gli inizi, Santos
Dopo aver mosso i primi passi nel São Caetano, è passato al Santos, con cui ha esordito da professionista nel 2014. Ha giocato per il club di San Paolo fino al 2017, vincendo due Campionati Paulista (2015 e 2016).

#### Lilla
Nel 2017 è stato acquistato dal Lilla, con cui ha giocato per due stagioni e mezza, facendo anche l'esordio nelle competizioni UEFA per club.

#### Flamengo
Il 22 gennaio 2020 viene annunciato il suo passaggio in prestito al Flamengo per un anno e mezzo, facendo quindi ritorno in Brasile. Il 12 gennaio 2022 viene riscattato dal club brasiliano.

#### Internacional
Il 7 marzo 2024 passa in prestito all'Internacional fino al termine della stagione; il 3 luglio successivo, dopo aver disputato 10 partite, viene riscattato a titolo definitivo e sottoscrive con i Colorados un contratto di due anni e mezzo fino al 31 dicembre 2026.

### Nazionale
Nel 2013 è stato convocato dalla nazionale brasiliana Under-17 per disputare il campionato sudamericano ed i Mondiali di categoria. Nel 2015 è stato convocato dalla selezione Under-20 per disputare il campionato sudamericano Under-20.
Nel 2016 viene convocato anche dalla nazionale olimpica per le Olimpiadi svoltesi in Brasile, laureandosi campione grazie alla vittoria in finale ai calci di rigore contro la Germania.

## Palmarès

### Club

#### Competizioni statali
- Campionato paulista: 2

Santos: 2015, 2016

#### Competizioni nazionali
- Supercoppa del Brasile: 1

Flamengo: 2020
- Campionato brasiliano: 1

Flamengo: 2020
- Coppa del Brasile: 1

Flamengo: 2022

#### Competizioni internazionali
- Recopa Sudamericana: 1

Flamengo: 2020
- Coppa Libertadores: 1

Flamengo: 2022

### Nazionale
- Oro olimpico: 1

Rio de Janeiro 2016